# 劲乐团 U
《劲乐团 U》是由韩国公司Momo Corp开发的音乐游戏，该游戏的大部分音乐都来自原PC版劲乐团的音乐。官方Facebook引用第三方媒体的消息表示开发商NHN公司只打算制作Android版本于是由Momo Corp来制作iOS版本。之后开发团队在Facebook上布了一个神秘截图并宣称代号为“S”，随后发布试玩视频，2012年6月23日正式在AppStore发布劲乐团 S，劲乐团 S和U没有太多的关系是一个独立的游戏，并有免费试玩版和付费完整版。
2012年夏季推出了劲乐团 U的Android版，这也意味着劲乐团 U并不是劲乐团Analog的iOS版。

## 简介
与Android版本类似iOS版本也有两键、四键和五键模式，但是这些模式可以横屏或者竖屏玩而Analog只能横屏游戏。此外游戏UI界面和Analog完全不同，歌曲选择界面采用类似九宫格的4×4的十二宫格设计。
O2Jam U与O2Jam Analog同样拥有两种游戏内货币。O2Jam U以Point取代Analog中的一种货币"Cash"，其中任何非隐藏曲目都可通过消耗少量Point以试玩。两者同样拥有另一种货币"Gem"，除游戏内购买以外还可以通过演奏乐曲获得。另外O2Jam U还有一种道具为Ticket，购买后即可限定时间内无限次试玩任何付费曲目。
随着1.5版本更新，O2Jam U取消了Point充电系统（即Point小于8后会随时间自动补充，满8Point停止），取而代之的是一套个人等级系统，通过升级可以获得Point/Ticket/隐藏曲目等奖励。
由于Android版本中国大陆用户无法通过Google Play正常内购，MOMO公司委托Neowin公司为代理推出官方中文版并更改内购方式为支付宝。中文版所在服务器独立于国际版，且歌曲数目较少，但部分曲目会先于国际服更新，且以后会逐渐更新华语流行音乐。